# Octaaf Van den Storme
Octaaf Helena Van den Storme, né le 21 octobre 1899 à Denderhoutem et décédé le 3 décembre 1987 fut un homme politique belge, membre du CVP dès 1946.
Van den Storme fut ingénieur civil des Mines (université catholique de Louvain, 1925), président du Cercle technique flamand de Louvain (1924-1925), ingénieur dans l'affaire familiale (1926-1935), chef de tisserie (O. Van den Storme à Audenarde) dès 1938.
Il fut élu sénateur provincial de province de Flandre-Orientale (1946-68).
Il fut créé chevalier de l'ordre de Léopold.

## Généalogie
- Il fut fils de Richard et Maria D'Haeseleer.
- Il se maria en 1926;
- Il eut sept enfants : Wilfried (°1928), Godelieve (°1929), Herman (°1930), Erik (°1932), Elza (°1934), Luc (°1936) et Maria (°1939).

## Sources
- Bio sur ODIS